# John Rice (Ruderer)
John Wylie Rice (* 18. Februar 1881 in Cincinnati, Vereinigte Staaten; † 12. Februar 1941 in San Mateo, Vereinigte Staaten) war ein kanadischer Ruderer.

## Karriere
Rice nahm an den Olympischen Spielen 1904 in St. Louis teil. Hier erreichte er mit seiner Mannschaft vom Argonaut Rowing Club im Achter den zweiten Rang und sicherte sich somit Silber. 1905 gewann er bei der Royal Canadian Henley Regatta die Wettbewerbe im Vierer ohne Steuermann und Achter.